# Xã Olive, Quận Meigs, Ohio
Xã Olive (tiếng Anh: Olive Township) là một xã thuộc quận Meigs, tiểu bang Ohio, Hoa Kỳ. Năm 2010, dân số của xã này là 1.798 người.